# Classe Inhaúma
A classe Inhaúma é uma classe corvetas da Marinha do Brasil. A classe é composta por quatro navios construídos no Arsenal de Marinha do Rio de Janeiro (AMRJ) e no Estaleiro Verolme, baseados num projeto alemão.
A Classe Barroso é uma classe à parte, baseada na classe Inhaúma, com modificações nos sistemas, armas, tamanho, desenho da proa e superestrutura.

## Projeto
O “Projeto Corveta” teve início em 1977, quando o ministro da Marinha, almirante Geraldo Azevedo Henning determinou o desenvolvimento de um projeto para a construção no Brasil de navios-patrulha oceânicos (NPaOc). O objetivo era substituir tanto as 10 corvetas da classe “Imperial Marinheiro” (na verdade, rebocadores de alto-mar) na função de patrulha marítima quanto 12 antigos contratorpedeiros das classe “Gearing”, “Allen M. Sumner” e “Fletcher” (de 14 recebidos pela Marinha desde o final da década de 1950), fornecidos pelos Estados Unidos pelo MAP (Programa de Assistência Militar).
O projeto original previa a construção de 16 corvetas, mas apenas quatro foram construídas. O projeto foi autorizado pelo governo brasileiro em 1981, e as corvetas entraram em serviço entre 1989 e 1994. Os navios foram construídos no Brasil e projetados com o auxílio da empresa alemã Marine Technik.

## Historia
Os dois primeiros navios foram construídos no Arsenal de Marinha no Rio de Janeiro, os dois últimos pela Estaleiro Verolme. O programa sofreu um atraso considerável devido a problemas de financiamento e à insolvência do estaleiro brasileiro Verolme em 1991, que obrigou Júlio de Noronha e Frontin completar pelo Arsenal da Marinha. O primeiro navio entrou em serviço em 1989 e o último em 1994.

### Classe Barroso
Em janeiro de 1996 o ministro da Marinha, almirante Mauro Cesar Rodrigues Pereira, declarou que ainda esperava conseguir fundos para uma segunda unidade, sugerindo que havia em discussão um plano para dez unidades (presumivelmente as 4 da classe “Inhaúma” e 6 da nova versão). Mas a própria construção da primeira corveta aperfeiçoada, batizada Barroso, já sofria seguidos atrasos: o lançamento marcado para junho de 1999 só ocorreu em dezembro de 2002 e a incorporação, programada para junho de 2006, só foi possível em agosto de 2008, somando 14 anos desde o início da construção!

## Características
A classe tem um deslocamento padrão de 1.700 toneladas (1.670 toneladas longas ) e 2.000 toneladas (1.970 toneladas longas) em plena carga. Os navios da classe Inhaúma medem cerca de  95,8 metros de comprimento com uma boca de 11,4 m e um calado de 5,5 m. As embarcações da classe são movidas por um sistema combinado de diesel ou gás (CODOG) composto por uma turbina a gás GE LM 2500 de 20.500 quilowatts (27.500 hp ) e dois motores diesel MTU 16 V 396 TB 94 de 5.800 kW (7.800 bhp) girando dois eixos . Isso dá aos navios uma velocidade máxima de 27 nós (50 km / h; 31 mph) e um alcance de 4.000 milhas náuticas (7.400 km; 4.600 mi) a 15 nós (28 km / h; 17 mph).
A classe está armada com quatro mísseis superfície-superfície Exocet (SSM) colocados centralmente e um canhão Mk 8 114 mm (4,5 pol) situado à frente. Eles são equipados com dois canhões antiaéreos (AA) Bofors 40 mm (1,6 pol)/70 em uma montagem dupla no topo da superestrutura traseira. Para a guerra anti-submarina, os navios montam tubos de torpedo Mk 32 324 mm (13 pol) em duas montagens triplas localizadas em ambos os lados da superestrutura para torpedos Mk 46. Um heliponto está localizado na popa do navio e é capaz de operar um helicóptero Westland Super Lynx.  Durante a fase de projeto, um O sistema de armas de proximidade Vuclan Phalanx (CIWS) foi projetado para a popa. No entanto, a classe foi considerada pesada e a ideia foi descartada com a possibilidade de uma montagem de míssil terra-ar no lugar.
Os sensores da classe estão equipados com radar Plessey AWS-4, Kelvin Hughes Type 1007 e Selenia Orion RTN 10X e sonar Krupp Atlas ASO4 Mod 2. Os navios contam com contramedidas eletrônicas, as embarcações usam interceptação de radar IPqM/Elabra Defensor ET SLR-1X e bloqueadores de radar IPqM/Elabra ET SLQ-1. Eles também utilizam duas contramedidas de palha Plessey Shield.  Os navios possuem sistemas de dados de combate Ferranti CAAIS 450 (Computer Aided Action Information System) e um sistema de controle de incêndio SAAB EOS-400.

## Lista de navios
| Navios          | Navios           | Navios                 | Navios                 | Navios                 | Navios                 |                                                               |                                             |
| Número de Amura | Nome             | Batimento de quilha    | Lançamento             | Comissionamento        | Descomissionamento     | Destino                                                       | Estaleiro                                   |
| --------------- | ---------------- | ---------------------- | ---------------------- | ---------------------- | ---------------------- | ------------------------------------------------------------- | ------------------------------------------- |
| V-30            | Inhaúma          | 23 de setembro de 1983 | 13 de dezembro de 1986 | 12 de dezembro de 1989 | 25 de novembro de 2016 | Afundada durante a operação MISSILEX 2019.                    | Arsenal de Marinha do Rio de Janeiro (AMRJ) |
| V-31            | Jaceguai         | 15 de outubro de 1984  | 8 de junho de 1987     | 2 de abril de 1991     | 18 de setembro de 2019 | Afundada no dia 24 de junho de 2021 durante operação MISSILEX | Arsenal de Marinha do Rio de Janeiro (AMRJ) |
| V-32            | Júlio de Noronha | 8 de dezembro de 1986  | 15 de dezembro de 1989 | 27 de outubro de 1992  | Em serviço             |                                                               | Estaleiro Verolme                           |
| V-33            | Frontin          | 15 de dezembro de 1987 | 6 de fevereiro de 1992 | 11 de março de 1994    | 28 de setembro de 2014 | Afundada durante a operação MISSILEX 2016.                    | Estaleiro Verolme                           |
| SubClasse       |                  |                        |                        |                        |                        |                                                               |                                             |
| V-34            | Barroso          | 21 de dezembro de 1994 | 20 de dezembro de 2002 | 19 de agosto de 2008   | Em serviço             |                                                               | Arsenal de Marinha do Rio de Janeiro (AMRJ) |